# Перикліс Іаковакіс
Перикліс Іаковакіс (грец. Περικλής Ιακωβάκης, 24 березня 1979, Патри, Греція) — грецький спортсмен, легкоатлет, бере участь у змаганнях з бігу на 400 метрів з бар'єрами.

## Досягнення
| Рік  | Змагання                           | Місце проведення     | Результат | Дисципліна                    |
| ---- | ---------------------------------- | -------------------- | --------- | ----------------------------- |
| 2001 | Середземноморські ігри             | Туніс, Туніс         | 1         | біг на 400 метрів з бар'єрами |
| 2002 | Чемпіонат Європи з легкої атлетики | Мюнхен, Німеччина    | 5         | біг на 400 метрів з бар'єрами |
| 2003 | Чемпіонат світу з легкої атлетики  | Париж, Франція       | 3         | біг на 400 метрів з бар'єрами |
| 2006 | Чемпіонат Європи з легкої атлетики | Гетеборг, Швеція     | 1         | біг на 400 метрів з бар'єрами |
| 2006 | Світовий фінал IAAF                | Штуттгарт, Німеччина | 1         | біг на 400 метрів з бар'єрами |
| 2007 | Чемпіонат світу з легкої атлетики  | Осака, Японія        | 6         | біг на 400 метрів з бар'єрами |
| 2008 | Літні Олімпійські ігри 2008        | Пекін, Китай         | 8         | біг на 400 метрів з бар'єрами |
| 2009 | Чемпіонат світу з легкої атлетики  | Берлін, Німеччина    | 5         | біг на 400 метрів з бар'єрами |

## Прогрес у часі
- 2009 : 48.42 секунди
- 2006 : 47.82 секунди
- 2005 : 48.24 секунди
- 2004 : 48.47 секунди
- 2003 : 48.17 секунди
- 2002 : 48.66 секунди
- 2001 : 48.87 секунди
- 2000 : 49.35 секунди
- 1999 : 49.53 секунди
- 1998 : 49.82 секунди